# نصف القطر (فلم)
"راديوس" (حرفياً نصف القطر) هو فيلم خيال علمي كندي من إنتاج عام ٢٠١٧، من إخراج وتأليف كارولين لابريش وستيف ليونارد. بطولة دييغو كلاتنهوف، وشارلوت سوليفان، وبريت دوناهو. يلعب كلاتنهوف وسوليفان دور ناجيين من حادث سيارة يكتشفان أن أحدهما يتسبب في وفاة أي شخص يقترب منه عند مسافة معينة، بينما يمتلك الآخر القدرة على إبطال هذا التأثير.